# Marele Palat din Constantinopol

Poziția palatului în centrul vechiului Constantinopol.

Marele Palat din Constantinopol (în greacă: Μέγα Παλάτιον, în turcă: Büyük Saray) - cunoscut și ca Sfântul Palat (în latină: Sacrum Palatium, în greacă: Ιερόν Παλάτιον) - a fost sediul împăraților bizantini și centrul administrativ al imperiului pentru mai mult de 800 de ani. Palatul era situat pe o colină lângă Hipodrom, în apropiere de Hagia Sophia, pe o suprafață de cca. 100 000 m2. Se întindea pe șase terase, de-a lungul unei diferențe de nivel de 31 m dintre Marea Marmara și Hagia Sophia.

## Centrul Constantinopolului
Constantin cel Mare a trasat în centrul noii sale capitale Forul lui Augustus, numit și Augusteum(Augoustaion- în exprimare greacă). Era vorba de o piață vastă cu laturile de 140 de matri lărgime și 170 de metri lungime, plasată între biserica Sfânta Sofia și Moscheea Albastră de astăzi, mai aproape de biserică. Era pavată cu marmură și decorată cu alte structuri de ornament sau cu caracter civil. Augusteum constituia centrul oficial al orașului. In centrul pieței era plasată Mila de Aur, punctul de la care se măsurau toate distanțele spre periferiile imperiului. Se prezenta sub forma unui Arc de Triumf, care purta statuile lui Constantin cel Mare și a mamei sale Helena, precum și doi îngeri.
In Augusteum exista o coloană de porfir cu statuia împăratului Constantin cel Mare, alta decât cea urma a se înălța în Forul lui Constantin, numită Coloana arsă sau după denumirea turcă Coloana încercuită(Çemberlitaș, nume ce vine de la cuvintele çember - cerc și taș - piatră). In apropiere de Mila de Aur, împăratul Phocas a ridicat mai târziu un oratoriu dedicat Sfântului Ioan Evanghelistul. Tot în piață, o statuie ecvestră a lui Justinian I-ul cel Mare, ridicată după mai mult de două secole, era orientată spre răsărit de unde venea pericolul reprezentat de regatul persan al Parți-lor. Statuia a înfruntat un mileniu, până în sec. al 16-lea, când au topit-o turcii pentru a turna tunuri din bronzul ei.
Cu fațada spre Augusteum era orientată și clădirea Senat-ului, ridicată, pentru prima dată, de Constantin cel Mare, pe latura de răsărit și cu spatele spre Marea Marmara. Aceasta a fost incendiată de două ori, sub domnia împăratului Arcadius și apoi sub Justinian I-ul cel Mare. Cel din urmă a reclădit-o cu măreție deși instituția Senatului nu mai avea decât un rol decorativ în viața politică. Tot spre latura de răsărit, adică spre Marea Marmara, piața Augusteum era ornamentată de un portic de marmură albă cu șase coloane. Pe latura de apus a pieței , dinspre oraș, se afla Capela Sfântului Constantin, loc în care împăratul primea supunerea inamicilor prizonieri, așezându-le piciorul pe cap, după un obicei oriental. Latura nordică a forului era închisă de domeniul bisericii Sfânta Sofia.

## Poziționare
Vastele domenii și construcții ale palatului imperial, Marele Palat, se desfășurau la sud-est de Augusteum. Se întindeau în partea opusă bisericii Sfintei Sofia și la răsărit de Hipodrom, spre Marea Marmara, pe locul de astăzi al Moscheii Albastre (Moscheea Sultan Ahmed) și în împrejurimile acesteia.
Palatul era un ansamblu neregulat de edificii adăugate succesiv, timp de peste șase secole, la primele construcții partiale ale lui Constantin cel Mare. Ansamblul Marelui Palat nu a fost terminat decât în sec. al 10-lea, adică în momentul în care nu I s-a mai adăugat nimic și nici nu s-a mai procedat la corectarea degradărilor. După modelul său s-a dezvoltat vechiul palat al sultanilor otomani, palatul Topkapî.

## Plan și componență
Palatul imperial cuprindea trei sectoare principale : 
- Palatul Chalke cu deschidere spre Augusteum la nord.
- Palatul Daphne, paralel cu precedentul și situate în spatele lui, mai la sud. Se adăugau grădinile care coborau spre Marea Marmara. Intre cele două era plasat faimosul Triclinium cu nouăsprezece paturi.
- Palatul Sacru sau Theophylactes (“păzit de Dumnezeu”), devenit edificiul principal al Marelui Palat sub dinastia macedoneană și plasat la sud-est de Palatul Daphne și de Augusteum. Acest palat era la fel de vast ca și primele două.

### Palatul Chalke
Chalke era un vestibul, un ansamblu care permitea comunicarea Marelui palat cu exteriorul, care își datora numele de la porțile de bronz monumentale, cu care corespundea spre Augusteum. Chalke a fost reconstruit după revolta Nika din anul 532. Avea deasupra o capelă în care se păstrau relicve.
Chalke a dat numele său întregului corp de construcții, care cuprindeau în plus sălile de gardă ale pretorienilor, Sala de tribunal, numită Lychnos, în care primea împăratul, Sala Consistoriului, o altă sală de recepții cu trei porți încrustate cu fildeș, la care era anexată o sufragerie a împăratului și o biserică a Stăpânitorului.

### Tricliniumul cu nouăsprezece paturi
Tricliniumul cu nouăsprezece paturi, (Triclinos - în limba greacă) era o sală de recepție vastă, luminată de sus. Era numită astfel pentru că era mobilată cu nouăsprezece parturi (canapele după moda romană, cu o latură ridicată) și mese, pe care se serveau ospățuri de ceremonie la sărbători, precum Crăciunul sau Paștele. Patul cu masă al împăratului se găsea pe o poziție mai înaltă, pe o estradă cu trei trepte, având aranjate în dreapta și stânga câte alte nouă mese cu pat pentru invitați. Tricliniumul era precedat de o curte cu portic, Tribunalul celor nouăsprezece paturi. Acolo împăratul proclama de la înălțimea heliacon-ului, o terasă înaltă, deciziile legislative pe timpul unor ceremonii numite silentia. La mijlocul sec. Al 10-lea (949), Luitprand, episcop de Cremona, a descris luxul prodigios al ospețelor servite în veselă de aur sau în vase care nu puteau fi deplasate decât pe cărucioare învelite în purpură. Tricliniumul celor nouăsprezece paturi era folosit atât pentru marile recepții, dar și pentru expunerea catafalcului imperial înainte de înmormântare.

### Palatul Daphne și Kathisma
Palatul Daphne cuprindea trei oratorii, iar alături avea biserica Sfântul Ștefan în care se celebrau căsătoriile împăraților. Prin galeria superioară a palatului împăratul se îndrepta spre loja sa din Hipodrom, amenajată în micul palat Kathisma, edificiu ce deținea toate încăperile necesare fastului și protocolului, precum vestiar, sufragerie, sală de recepție, săli pentru gărzi, etc. Palatul Kathisma era plasat pe latura răsăriteană a tribunelor Hipodrom-ului ceva mai la sud de axa transversală. Locul edificiului palațial Kathisma este acoperit astăzi de Moscheea Albastră. In spatele edificiilor Palatului Daphne, alături de grădini, spre mare, exista un manej și un hipodrom acoperit, pentru uzul exclusiv al împăratului și familiei sale. Alături de Daphne se găsea Palatul Porphyr.

### Palatul Sacru
De la Palatul Daphne se trecea în Palatul Sacru, cel de al treilea și cel mai important palat din ultima perioadă a existenței Marelui Palat. Era rezervat special acestei denumiri oficiale. La el se ajungea printr-o curte descoperită , numită și fială. Acesta era numită Fiala misterioasă, Filiala Sigma, sau Triconc. Acea curte avea un plan aparte, cu două porțiuni ronde, hemicicluri. In acel spațiu exista un bazin din bronz, bordat cu argint și un vas de aur. Unul dintre hemicicluri era acoperit, în el adăpostindu-se de obicei demnitarii, curtenii sau funcționarii care-l așteptau pe împărat. Printr-un vestibul al palatului în formă de arc, Sigma, aceia intrau în Triconc, hemiciclul cu trei abside, unde împăratul își făcea apariția adesea. Sunt imposibil de descris toate sălile decorate cu marmură sau cu mozaic, cu bolți din mozaic de sticlă, cu o bogăție de metale prețioase, pietre fine și emailuri. Era o etalare de bogății ca în basmele orientale. Drept exemplu se pot cita: galeria Losiacos din latura de sud-est a grădinilor, spre apele Mării Marmara și sala numită Chrysotriclinium, cea mai frumoasă sală a tronului, cu porți de argint, lucrate sub diriguirea împăratului enciclopedist Constantin al VII-lea Porfirogenetul.

#### Apartamentele imperiale private
Apartamentele private ale familiei imperiale se întreceau în eleganță și lux cu spațiile oficiale. Unele erau destinate pentru locuirea de vară, iar altele pentru cea de iarnă, la fel ca în Orient. Adesea împăratul în exercițiu abandona locuința predecesorului și își amenaja alta. Printre acelea, cea a lui Vasile I-ul Macedoneanul, Cenurgion, a fost descris de eruditul împărat Constantin al VII-lea Porfirogenetul drept o revărsare de artă a mozaicului și a bogăției.

### Chrysotriclinium
Chrysotriclinium era un adevărat sanctuar al cultului imperial, amintind de o biserică, fiind construit de împăratul Justin al II-lea(565-578). Avea o sală centrală cu plan octogonal, acoperită de o cupolă străpunsă de șaisprezece ferestre ferestre. Din aceea se desprindeau opt abside care comunicau între ele. Absidele aveau profunzime și formau, la rândul lor, adevărate săli. Una servea drept tezar, iar alta drept oratoriu. Cea plasată în fața intrării servea drept sală a tronului și se pare că era decopată cu un Christ Pantocrator în mozaic cu fond aurit. Era închisă de două porți acoperite cu argint. Cu ocazia recepțiilor, acele porți rămâneau închise până în momentul în care mulțimea pătrundea în Chrysotriclinium și până se restabilea liniștea. Atunci doi ofițeri o deschideau și lăsau a fi văzut împăratul așezat pe tron în partea adâncă a absidei. Mulțimea se prosterna în semn de omagiu. Acele recepții constituiau doar o măruntă parte a fastului și protolului bizantin cotidian. Strălucite erau și procesiunile organizate în palat prin lungi galerii, procesiuni la care participau diverse corpuri de slujitori, într-o ordine riguroasă.

## Considerații generale
Ansamblul palatelor imperiale se întindea pe 40 de hectare și era înconjurat de o fortificație aparte. In sec. al 10-lea marele Palat cuprindea: șapte peristiluri sau vestibule, opt curți interioare, două fiale sau vestibule în are liber, patru mari biserici(Sfântul Ștefan, Domnul, Sfânta Maria a Farului sau Theotokos, Biserica Nouă), nouă mari capele, nouă oratorii, un baptiseriu, patru săli de gardă, trei mari galerii de recepție, cinci săli ale tronului(Lychnos,Marele Consistoriu, Tricliniumul celor nouăsprezece paturi, Tricliniumul din Mangor, Chrysotriclinium), zece apartamente imperiale, o bibliotecă, trei mari sufragerii, șapte galerii de comunicație, trei alte galerii(peripatos), trei terase deschise, două terme, un carusel, un port. In afara nucleului Marelui Palat, de care s-a vorbit,, mai existau alte opt palate independente: Kathisma, Mangor, Bucoleon, Porphyr, Pentacubuclon, Aetes, Tresor, Garda Mobilă, Palatul Bisericii Noi). La răsărit de biserica Sfânta Sofia, spre malul mării, se afla Palatul Manganes, unul dintre cele mai strălucite(care astăzi nu poate fi vizitat aflânduse în zonă militară pe malul Marii Marmara, în spatele bisericii Sfintei Sofia). Unele din acele palate din afara Palatului Sacru(numire acordată Marelui Palat în ultima etapă de existență) îl egalau și chiar îl depășeau în splendoare.

### Biserica Sfânta Maria a Farului sau Theotokos
In biserica Theotokos, adică Maica Domnului sau purtătoare de Dumnezeu se păstrau valoroasele relicve imperiale: Coroana de spini; Tunica fără cusătură; Lancea lui Longinus; Masa Cinei; Bazinul pentru Spălarea picioarelor și Mandylionul din Edessa din anul 944. Biserica a fost construită între anii 858-865 de către împăratul Mihail al III-lea Bețivul(842-867). La inaugurare patriarhul Fotios a rostit o omelie. Edificiul astăzi dispărut, avea probabil un plan de tranziție între basilica cu cupolă și crucea greacă înscrisă. In cupola centrală care închipuia "cerul cerurilor" era înfățișat Christos Pantocrator. "Ai crede-declara Fotios-că îmbrățișează lumea cu privirea sa și că se gândește la rânduirea și cârmuirea ei, într-atât artistul s-a străduit să exprime, prin forme și prin culori, grija deosebită pe care Creatorul o are față de noi." El era înconjurat chiar pe cupolă, în zone concentrice, de îngeri purtători de lănci. Fecioara se înălța în atitudine de orantă, cu brațele ridicate, "întinzând asupra noastră mâinile sale neprihănite și rugându-se pentru mântuirea împăratului și pentru izbânda lui asupra dușmanilor." In părțile superioare ale edificiului erau prezentați Apostolii biblici care au întemeiat-o și martirii care au desăvârșit-o, după formulările lui Anastasios Bibliotecarul, din timpul acela, adică prin anii 869-870. După mărturiile lui Flavius Corippus, ea pare să fi fost prevestită de Sfânta Sofia.
Biserica Nouă datorată împăratului Vasile I Macedoneanul se numea în limba greacă Neaekklesia sau simplu Nea. In grădina care se întindea între Nea și tzykanisterion-ul palatului exista un teren asemănător celui de polo.
Pe suprafața Marelui Palat se găseau și Termele lui Zeuxippos, terme construite de Constantin cel Mare distruse în revolta din anul 532. Ele au fost reconstruite pentru a servi drept închisoare și ca manufactură de kekolumena (bunuri foarte prețioase a căror producție era monopol imperial).Edificiul se găsea într-un mare spațiu, numită Gymnasion.

### Palatul Mangor
Palatul Mangor (magna aula - adică marea sală), era situat probabil către biserica Sfânta Sofia, la nord de Palatul Sacru, pe o terasă. Deținea unele capodopere de orfevrărie bizantină executate la inițiativa împăratului Thephiles(829-842), dar cuprindea și camera nupțială a împăraților. Avea în componență trei săli și trei abside, dintre care cea centrală conținea tronul numit Tronul lui Solomon. Una dintre săli era destinată primirii ambasadorilor. După cele relatate de Liutprand de Cremona, sala ambasadelor era ornamentată cu statui animate, cu păsări artificiale care cântau și cu lei care răgeau. Tronul era dotat cu un mecanism care-i permitea să-și schimbe înălțimea. Tronul era orientat spre răsărit, având intrarea dinspre apus. Există opinii că el ar fi aparținut chiar palatului ridicat de Constantin cel Mare. Intre Palatul Sacru și mare se ridica Biserica Nouă, cu cinci cupole, datorată lui Vasile I-ul Macedoneanul și descrisă pentru lux și frumusețe tot de împăratul erudit Constantin al VII-lea Porfirogenetul(912-959).

### Palatul Porphyr
La sud de Palatul Daphne, către Marea Marmara se alătura Palatul Porphyr, cu încăperile acoperite și dalate cu porfir roșu, loc destinat nășterii împărăteselor.

### Palatul Bucoleon
Chiar pe țărmul Marii Marmara se afla Palatul Bucoleon numit și casa lui Homisdas sau casa lui Justinian. Palatul a fost construit de împăratul Theophiles(827-842). În fața lui se găsea un port privat al împăraților și un far. Portul era creat artificial și era mărginit de un magnific chei de marmură. Numele îi provenea de la un grup statuar care reprezenta un leu ce dobora un taur, grup statuar plasat pe chei. Acea sculptură a fost dezgropată cu ocazia lucrărilor la calea ferată, fapt ce a permis localizarea exactă a Palatului Bucoleon. Edificiul era decorat și cu alte lucrări sculpturale.
In sec. al 10-lea, Nikeforos Focas(963-969) a întărit fortificațiile trasformându-l într-o citadelă cu un donjon. A sperat ca puterea și izolarea palatului să-l ferească de mâna unor eventuali asasini, dar nu a avut noroc. Fortificațiile ridicate de Nikeforos Focas(963-969) au fost ultimele lucrări întreprinse pe teritoriul Palatului Sacru. Succesorii la tron l-au delăsat cu încetul, fiind considerat prea puțin sigur în mijlocul unei populații turbulente. Uneori împărații au mai rezidat în donjonul Palatului Bucoleon.

### Sfârșitul Marelui Palat
Manuel Comnen(1143-1180) a mutat centrul de grutate al guvernării în incinta palațială Blachernes, în nord-vestul Costantinopol-ului, unde și-a adăugat un nou palat, la cele deja existente din perioada anterioară. Vechile edificii palațiale au fost împrejmuite cu fortificații speciale alăturate fortificațiilor antice dinspre uscat ale orașului, acolo unde acelea ating Cornul de Aur. Cu toate acestea el a primit pe regele Amaury I-ul, al Regatului de Jerusalim, tot în vechea reședință, deși prefera siguranța de la Blachernes. Aceasta duce la presupunerea că Marele Palat mai avea încă atribute demne de o primire regească, deși nu în totalitate. Tot acest eveniment duce la concluzia că Marelui Palat i-au fost cu adevărat fatale ultimele două două secole și jumătate ale existenței Imperiului Bizantin. Palatul de la Blachernes a fost singurul palat descris în sec. al 11-lea de Benjamin de Tudela în descrierea făcută de el Constantinopol-ului.
Primul dinast apusean de după cucerirea mișelească din 1204 a orașului(Baudouin I-ul), a locuit pentru început la Bucoleon și apoi la Blachernes și la mănăstirea Pantocrator, tot în lungul Cornului de Aur(1204-1261).
Mihail al VIII-lea Paleologos(1261-1282), după recucerirea Constantinopol-ului, în 1261, s-a instalat la început în Marele Palat, dar curând s-a îndreptat spre Blachernes.
In sec. al 14-lea, definitiv părăsit, Marele Palat a căzut în ruină definitivă după ce toate bogățiile lui transportabile fuseseră jefuite de cruciații creștini din Cruciada a IV-a, în 1204, iar cele salvate ajunseseră la Blachernes. El a servit drept carieră pentru noile construcții. In anul 1422, florentinul Bondelmonti, vizitând Costantinopolul nu a mai putut vedea vechiul palat, deoarece dispăruse aproape cu totul sub noile construcții răspândite deasupra, în general construcții de locuințe turcești din lemn. Acea locuire mizeră a dăinuit până la sfârșitul sec. al 19-lea și începutul sec. al 20-lea.
Incendiile erau evenimente curente în timpul stăpânirii otomane a orașului. Cele care s-au produs însă în ultimul secol au avut darul de a descoperi terenul și de a aduce la suprafață vestigii consistente ale Marelui Palat. Guvernele turcești moderne au întrerupt reconstrucția cartierelor de locuire peste zona istorică curățată de incendii. O mare parte a vestigiilor s-au pierdut sub gigantica Moschee Albastră și o mare parte mai stau încă ascunse sub cartierele de locuințe care subzistă împrejur, pe fostul teren imperial. Din fericire unele mozaicuri ale Palatului Daphne s-au descoperit la răsărit de Moscheea Albastră și pe acel loc s-a deschis un Muzeu al mozaicului. In afara acestora se mai pot vedea astăzi resturi ale Palatului Bucoleon și ale Palatului Mangor. O capelă imperială este bine conservată în subsolul unui magazin, în timp ce pe multe străduțe se pot remarca frânturi de ziduri bizantine, pe lângă care turiștii neavizați trec cu nepăsare.